# Tenortrom
Een tenortrom is een membranofoon muziekinstrument dat bestaat uit een diepe ketel, een slagvel (bovenvel) en een resonantievel (ondervel). De trom heeft geen snaarmat zoals een kleine trom. De tenortrom wordt met een ander type mallet bespeeld dan de kleine trom. Namelijk met een kunststof of houten stok, met op het eind een vilten bol.
Vaak wordt door (drum)fanfares en drumkorpsen gebruikgemaakt van een combinatie van een aantal (2 tot 5) kleinere trommen die ten opzichte van elkaar gestemd zijn. Deze instrumenten worden vaak aangeduid als timp toms. Deze instrumenten worden, afhankelijk van het gewenste geluid, met normale trommelstokken, of met mallets met een vilten bol bespeeld. Namen voor dergelijke instrumenten zijn bijvoorbeeld Quad-toms en Quint-toms (voor respectievelijk 4 en 5 trommels).